# Віденська порцеляна Аугартен
48°13′25″ пн. ш. 16°22′42″ сх. д. / 48.223694444444° пн. ш. 16.378472222222° сх. д.

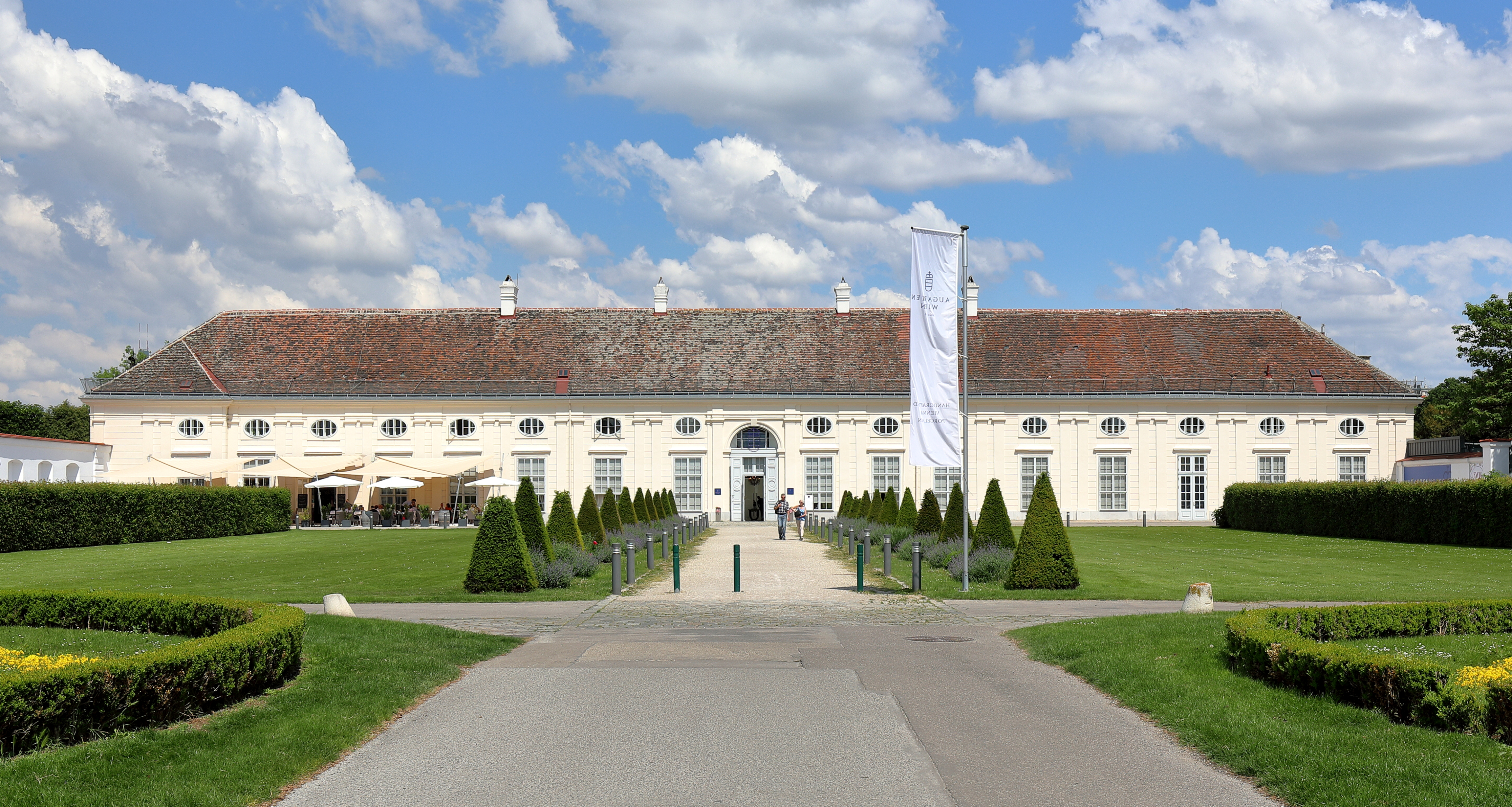
Віденська мануфактура Аугартен, що розташована в колишньому палаці доби бароко.

Віденська порцеляна Аугартен — відома в Європі порцелянова мануфактура з Австрії.

## Історія створення і існування
Фактично порцелянова мануфактура у Відні виникла другою в Європі після Мейсена.

### Початковий період
25 травня 1718 року австрійський імператор Карл VI видав указ про особливі привілеї Клаудіусу Інночентусу дю Парк'є (Claudius Innocentus du Parquier)на право монопольного виробництва порцеляни в імперії. Цей період виробництва австрійської порцеляни тепер називають " періодом дю Парк'є ". Мануфактуру розташували в передмісті столиці. Колишнє розташування мануфактури відбилося в сучасній назві вулиці — Porzellangasse. Вироби " періоду дю Пак'є " мали риси пізнього бароко.

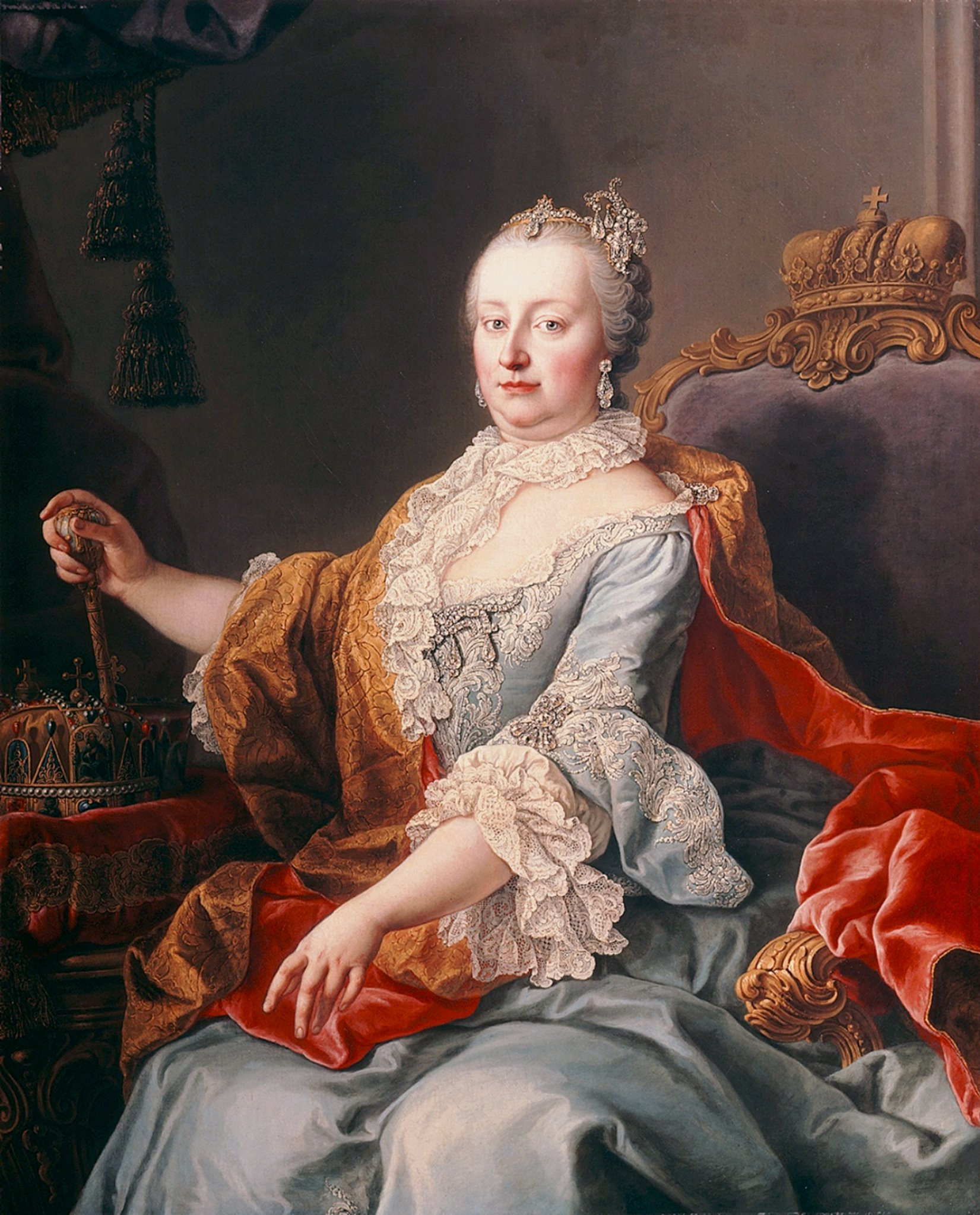
Австрійська імператриця Марія Терезія

Карл VI не мав спадкоємців чоловічої статі і видав наказ про право наслідувати трон жінкою. Так і сталося. Після його смерті трон посіла Марія Терезія.

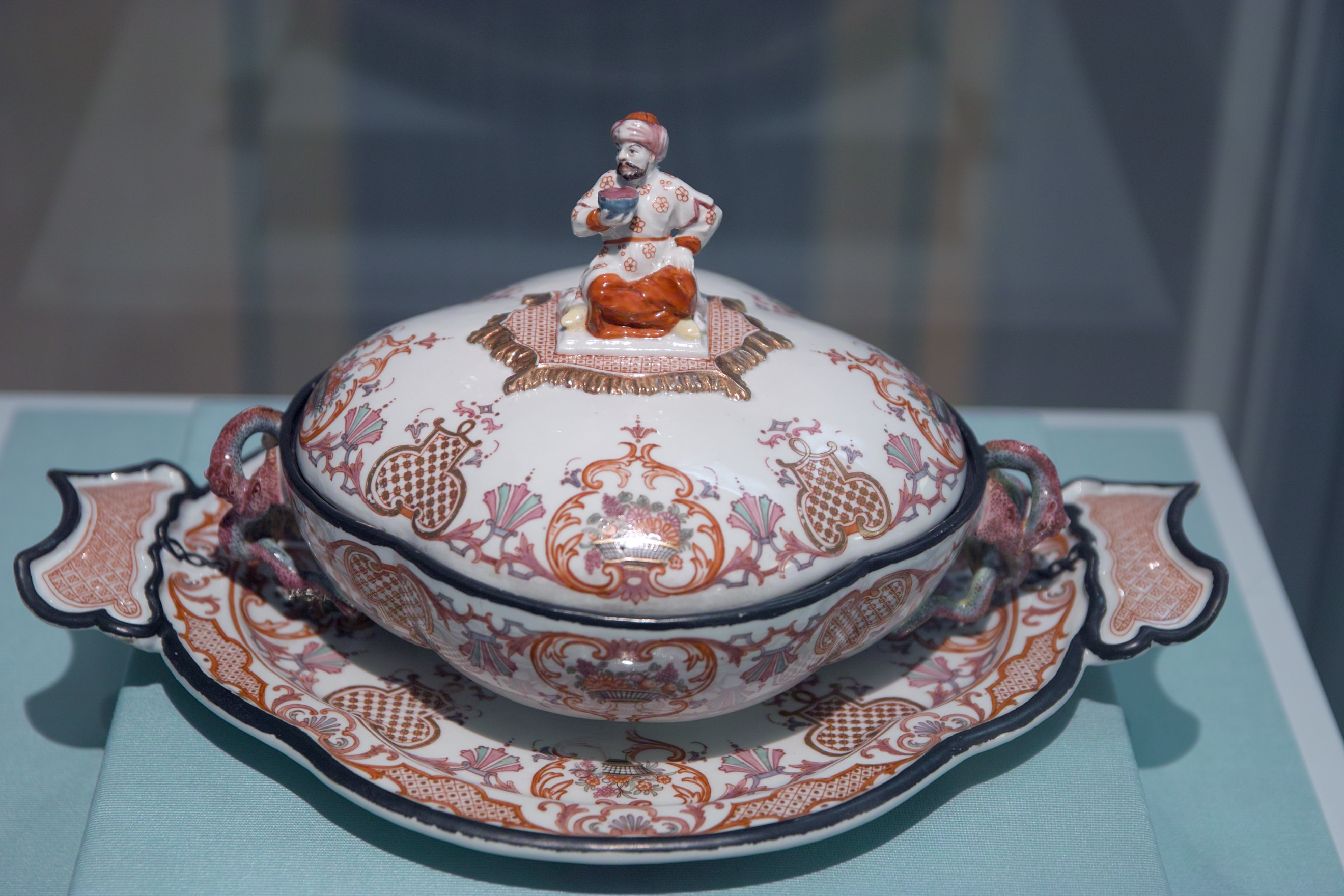
«Супниця з псевдоарабським декором», Віденська поцеляна Аугартен. Так званий «Період дю Пак'є»

### В добу рококо
В часи імператриці Марії Терезії (1740–1780)приватна фірма переведена під імператорську руку і отримала назву « Імператорська державна мануфактура Відня.» З тих часів тавром продукції став герб правлячої династії Бабенбергів. Відень був одним з європейських центрів стилю рококо, що і видбилося на стилістиці виробів.

### Мануфактура в 19 ст.
Відень довго дотримувався стилістики бароко і рококо, тому класицизм мав обмежений вплив. Стилістику класицизму в порцеляні відтворював Конрад Зоргель фон Зоргенталь. Наполеонівські війни в Європі поставили віденську мануфактуру на межу зникнення. Полегшення прийшло після 1814 року, коли саме в Відні зібрались монархи — переможці для вирішення долі повоєнних держав (Віденський конгрес).Конгрес тривав довго, і монархи залюбки приїздили на порцелянову мануфактуру. Уряд Австрії дарував вироби мануфактури вельможним візітерам, а виробництво отримало могутній поштовх для розвитку. В 19 столітті славу віденської порцеляни підтримували твори художників Андреаса Баумгартнера, Олександра Лоу, Франца фон Лейтнера тощо. Але завод не витримав конкуренції з порцеляновими заводами (як іноземними, так і в імперії)і його зачинили у 1864 р.

### Відновлення
Мануфактура відновлена у 1923 р.

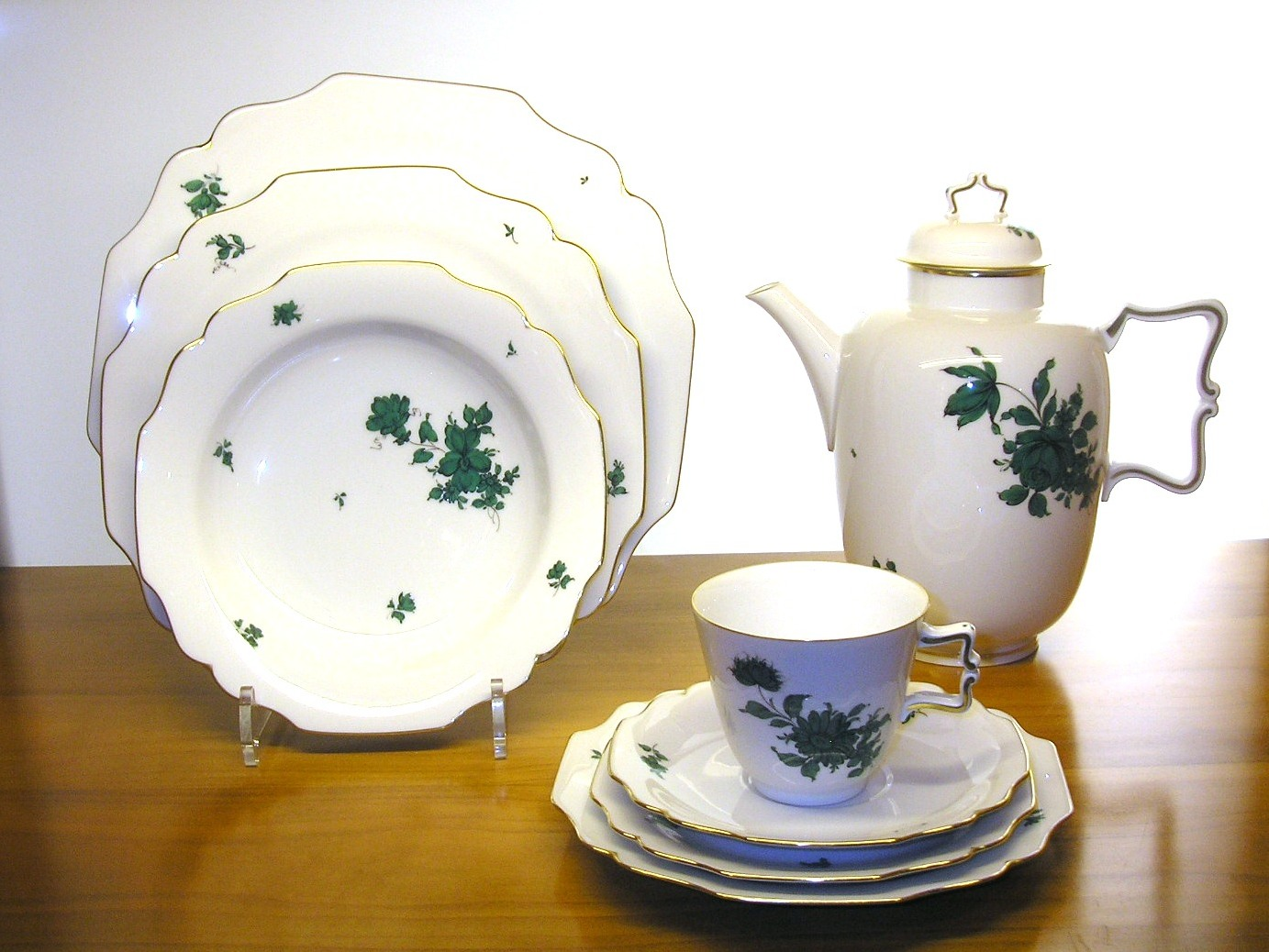
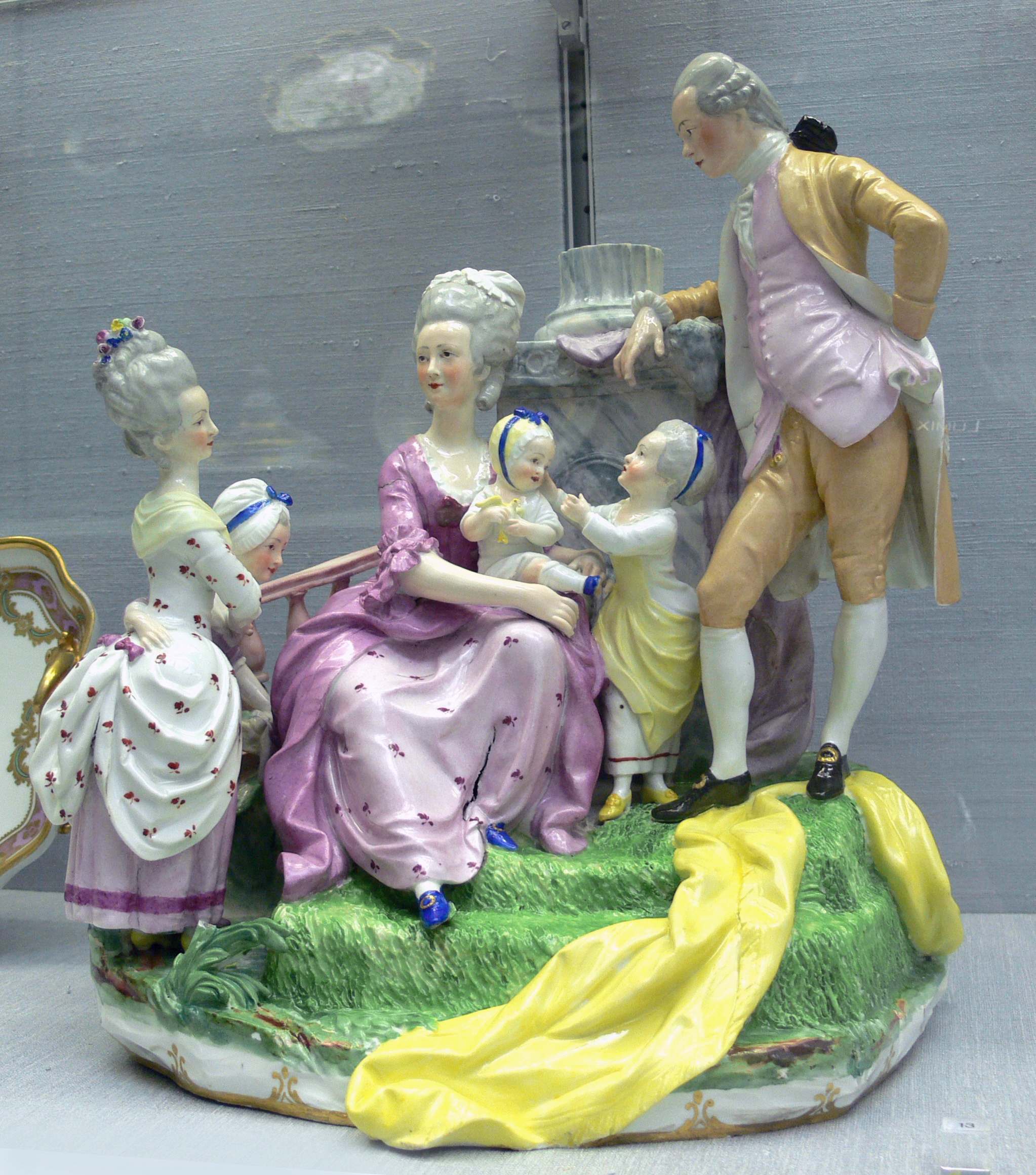
Грассі, «Родина ерцгерцога Леопольда»
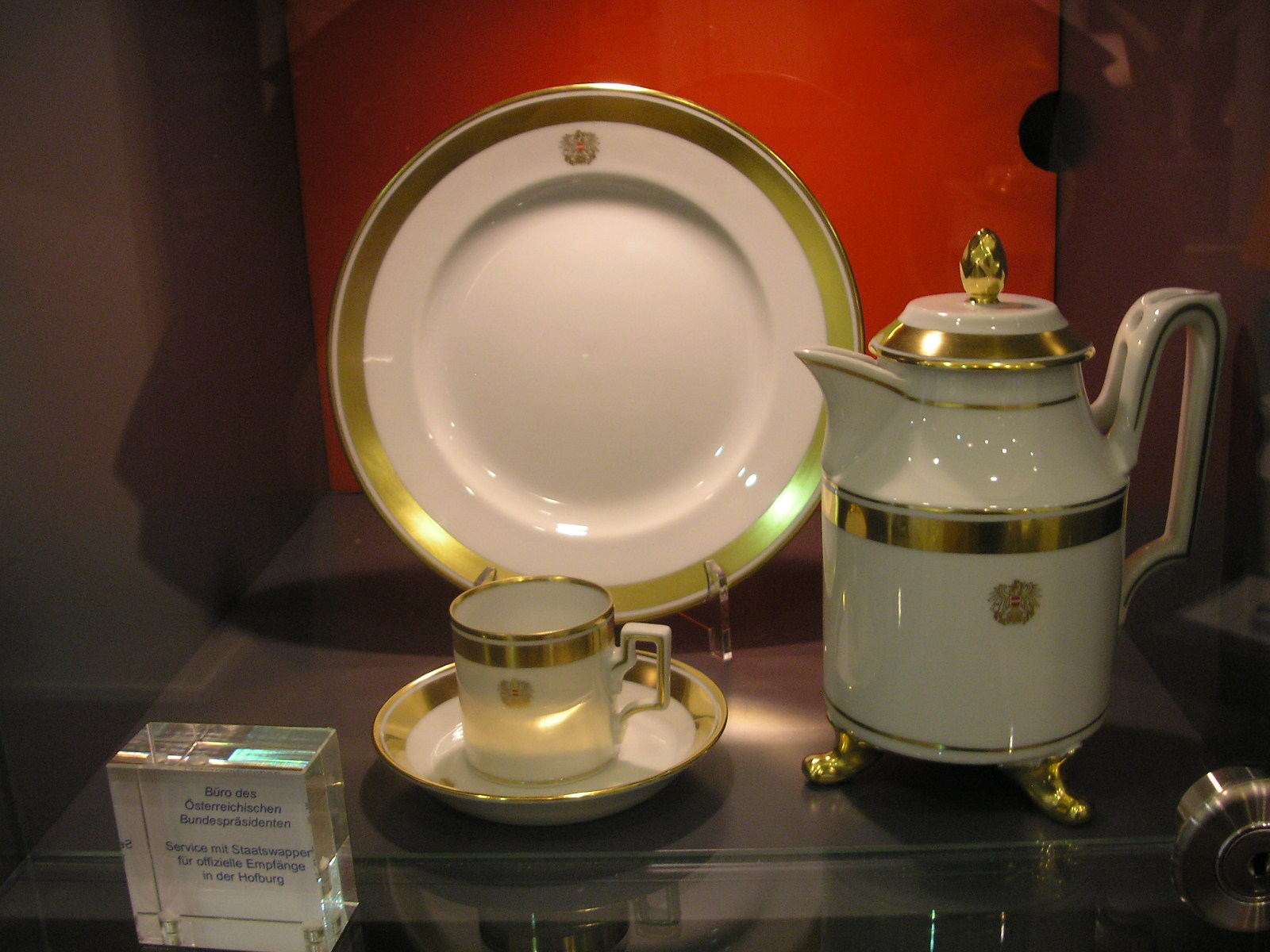
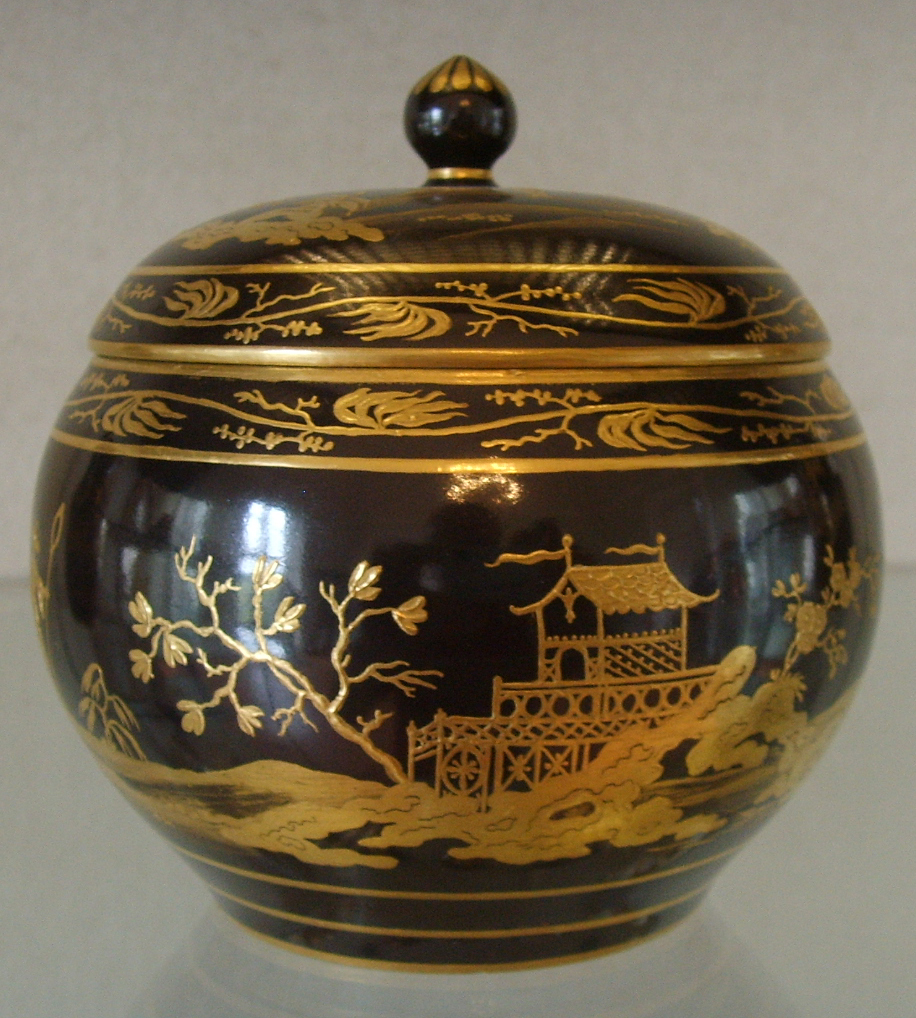
Віденська порцеляна в стилі шинуазрі, 1799 рік
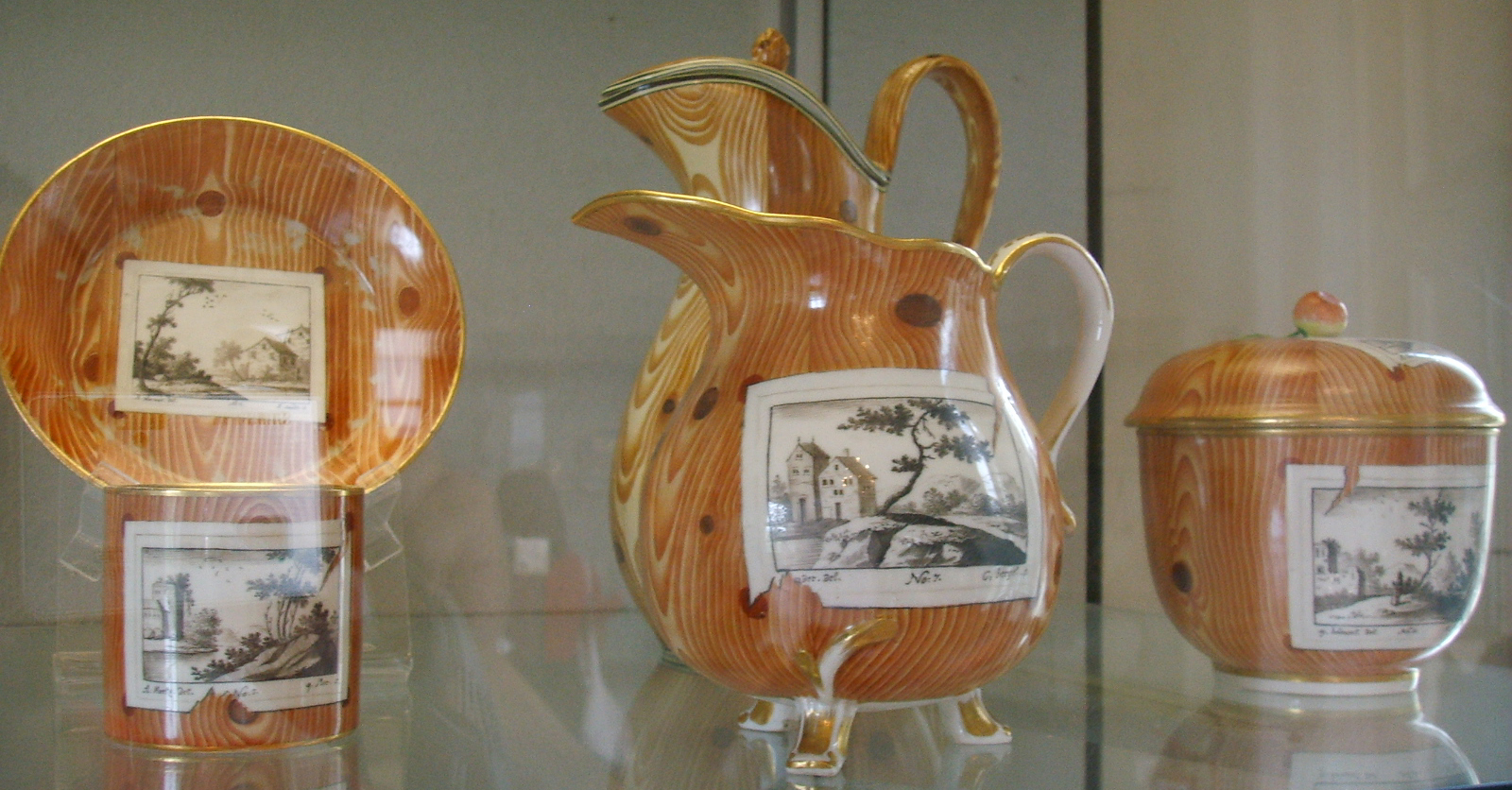
Порцеляна з пейзажами, Відень.
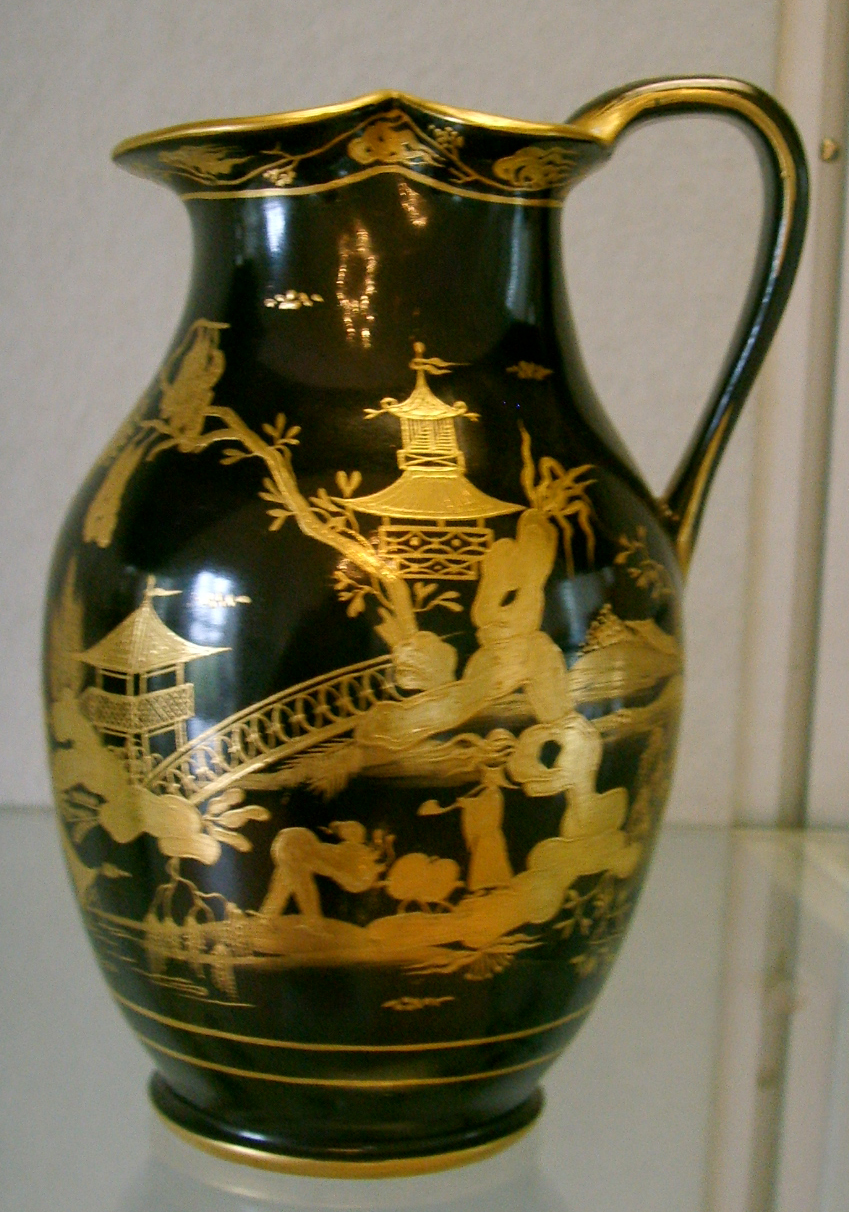
Порцеляна в стилі шинуазрі, Відень, 1799 р.